# Lijst van personages uit Het gouden kompas
Dit is een lijst van de belangrijkste personages uit de trilogie Het gouden kompas van Philip Pullman:
- Lyra Belacqua
- Will Parry
- Iorek Byrnison
- Iofur Raknison
- Lord Asriel
- Marisa Coulter
- Serafina Pekkala
- Mary Malone
- Roger Parslow
- Lee Scoresby
- John Faa
- Farder Coram
- Ma Costa
- Tony Costa